# Mosquée du Vieux Ksar
La Mosquée du Vieux Ksar (arabe : مسجد القصر القديم) est située à Béni-Abbés (Algérie) comporte une salle de prières avec quatre portes et une salle des ablutions, cette  mosquée peut accueillir plus de 180 fidèles. Fondée en 1605 par Mohamed Ben-Abdeslam pour servir à la prière et l'éducation du coran.
Cette mosquée est le cœur du vieux ksar, elle a été pendant des siècles la seule mosquée à Béni-Abbés. La première restauration inclut la séparation de l'école coranique ou médersa de la mosquée, la deuxième inclut l'intégration de la cour du mosquée à la salle de prière.